# 690

690(육백구십)은 689보다 크고 691보다 작은 자연수다.

## 수학
- 합성수로, 그 약수는 총 16개다. (1, 2, 3, 5, 6, 10, 15, 23, 30, 46, 69, 115, 138, 230, 345, 690)
  - 690의 진약수의 합은 1038이므로, 690은 과잉수다.
  - 제곱 인수가 없는 37번째 과잉수다. 이 성질을 지닌 앞의 수는 678, 다음 수는 714다. (OEIS의 수열 A087248)
- {\displaystyle 690=103+107+109+113+127+131}
  - 연속하는 소수(素數) 6개의 합으로 나타낼 수 있으며, 이 성질을 지닌 앞의 수는 660, 다음 수는 724다.
- {\displaystyle 91^{2}-1}은 690으로 나누어떨어진다.

## 과학·기술
- NGC 690(영어판): 고래자리 방향에 있는 중간나선은하.
- 690 브라티슬라비아(영어판): 소행성.
- KTM 690 시리즈: KTM의 모터사이클 시리즈.

## 교통
- 주간고속도로 제690호선(영어판): 미국의 주간고속도로 노선으로, 주간고속도로 제90호선의 지선.

## 문화유산
- 대한민국의 보물 제690호: 대방광불화엄경 주본 권6

## 기타
- 연도: 690년, 기원전 690년
- 690년대
- 한국십진분류법에서 오락 및 스포츠에 관한 책들이 분류되는 번호.